# NGC 2760
NGC 2760 је ознака објекта на координатама са ректансцензијом 9h 15m 41,9s и деклинацијом + 76° 22" 57'. Открио га је Луис Свифт, 26. марта 1887. Каснијим посматрањима на том положају није уочен никакав астрономски објекат.